# Antarados
Antarados (łac. Dioecesis Antaradiensis) – stolica historycznej diecezji w Cesarstwie Rzymskim (prowincja Fenicja), współcześnie w Syrii. Od 1933 katolickie biskupstwo tytularne. 

## Biskupi tytularni
| Lp. | Biskup                                       | Funkcja                                                                         | Od                   | Do               |
| --- | -------------------------------------------- | ------------------------------------------------------------------------------- | -------------------- | ---------------- |
| 1   | Benedict Varghese Gregorios Thangalathil OIC | eparcha pomocniczy Trivandrum (Indie)                                           | 25 października 1952 | 27 stycznia 1955 |
| 2   | Julijonas Steponavicius                      | biskup pomocniczy poniewieski, następnie administrator apostolski Wilna (Litwa) | 22 maja 1955         | 10 marca 1989    |
| 3   | Paul Rouhana OLM                             | eparcha pomocniczy Dżubby, Sarby i Dżuniji (Liban)                              | 16 czerwca 2012      |                  |